# Asgård

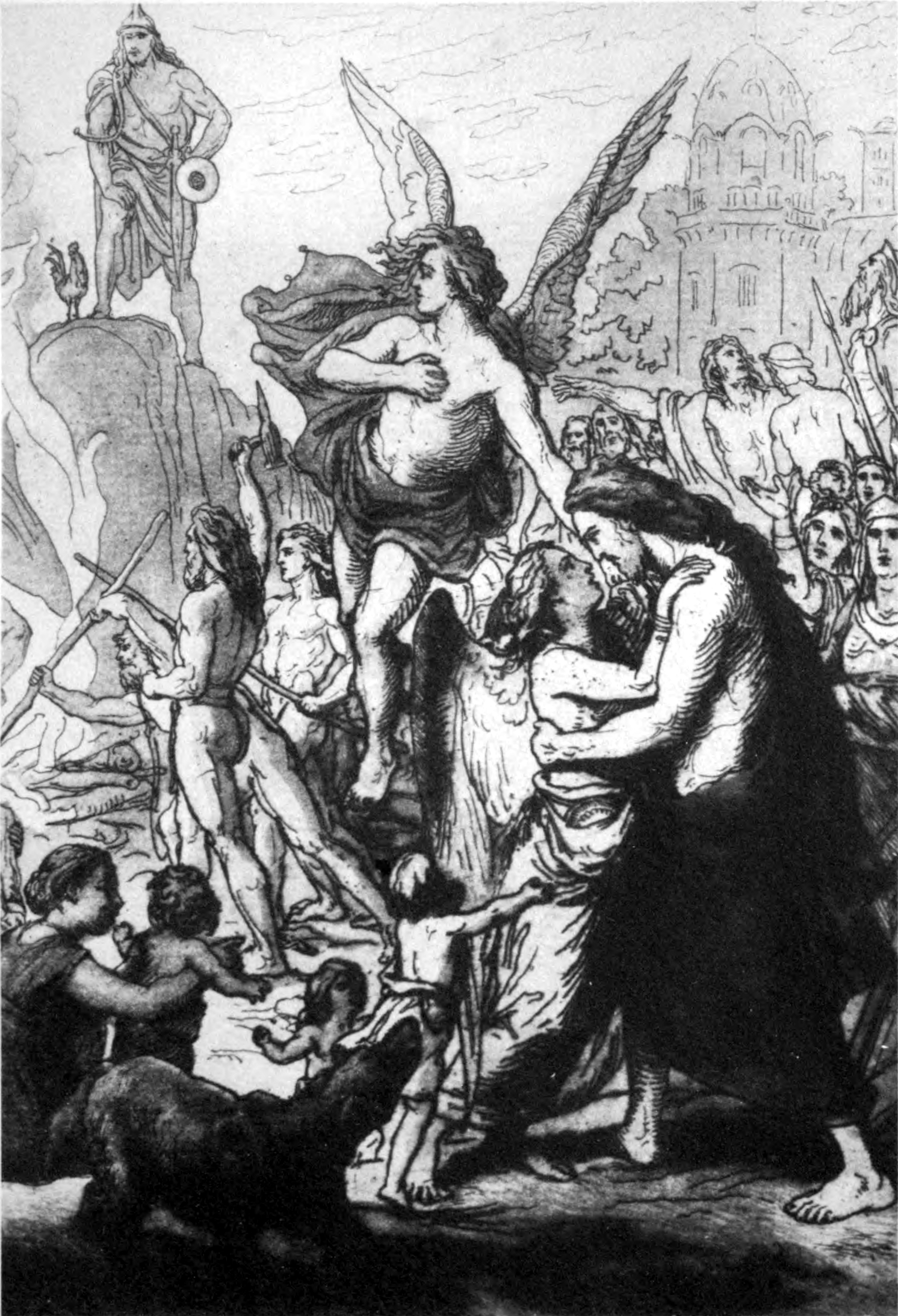
Iduns återkomst till Asgård

Asgård (fornisl. Ásgarðr, svenska dialekter Åsgård. Äldre stavning, Asgard/Asgarth), är asarnas hemvist i nordisk mytologi. Den beskrivs i Den prosaiska Eddan.
I Poetiska Eddan, Grimnesmal räknas

många vattendrag i Asgård upp...

Sid och Vid,

Säkin och Äkin,

Sval och Gunntro,

Fjorm och Fimbultul,

Rin och Rennande,

Gipul och Gopul,

Gomul och Geirvimul,

kring gudars helgedom de gå;

Tyn och Vin,

Toll och Holl,

Grad och Gunntorin.

Vidare heter en Vina,

Vegsvinn en annan,

den tredje Tjodnuma;

Nyt och Not,

Nonn och Ronn,

Slid och Rid,

Sylg och Ylg,

Vid och Van,

Vond och Strond,

Gjoll och Leipt,

de löpa människor nära

och härifrån falla till Hel.

Kormt och Ormt

och Kerlaugar två,

över vilka Tor skall vada,

varje dag,

då att döma han går

vid Yggdrasils ask,

ty då brinner asarnes

bro i låga

och heta bli heliga vattnen.

...och andra platser:

Glad och Gyller,

Gler och Skeidbrimer,

Silvrintopp och Siner,

Gisl och Falhovner,

Gulltopp och Lettfete,

dessa hästar asar hava

var dag till att rida,

när att döma de fara

vid Yggdrasils ask.

## Ursprung
Asgård beskrivs i den Den prosaiska Eddan, i avdelningen Gylfaginning. I Snorre Sturlassons text talas om två stycken Asgård, orsakat av asarna i hans ramberättelse stammar från Asien. I äldre nordisk diktning förekommer inte begreppet Asgård.
I Den prosaiska Eddan beskrivs de tre världarna Asgård, Midgård och Jotunheim där borgen Utgård ligger. De två sista är hem för människorna respektive jättarna. Midgård är en germansk term för den bebyggda delen av världen, och liknande namnformern finns även i gotiskan, fornhögtyskan och angelsaxiskan. Enligt vissa teorier är både Asgård och Utgård senare tillägg för att komplettera (det mytologiska) kosmos.

## Läge
Asgård ligger i världens mitt, där asarna har uppfört sin borg. Guden Oden residerar i sin sal Valaskjalf försedd med silvertak. Han tar emot krigare i sin andra hall Valhall. I en tredje, Gimle, tar han emot de rättrådiga.

## Beskrivning och invånare
I en berättelse anställde gudarna en jätte för att bygga en mur kring Asgård. De lovade honom Freja och både solen och månen, om han lyckades bygga muren innan vintern var över, men krävde å andra sidan hans liv, om han inte lyckades färdigställa muren. När han bad att få ta hjälp av sin häst Svadilfare, så fick han stöd av Loke, som lyckades övertyga asarna om att muren inte kunde bli klar i tid. De misstog sig dock: När några dagar återstod av vintern, så hade jätten med hästens hjälp nästan färdigställt muren. Då krävde asarna att Loke skulle stoppa jätten. I skepnad av ett sto lyckades Loke så locka bort Svadilfare och på så vis stoppa bygget, men till priset av att han själv blev havande med ett föl. Han födde den åttafotade hästen Sleipner.
Gudarnas heliga plats, där de sitter och dömer, är vid asken Yggdrasil, vars grenar utbreder sig över hela världen och vars ena rot är hos asarna och under denna Urdarbrunnen. En annan rot är hos rimtursarna, under vilken Mimers brunn finns, som är full av vishet. Den tredje roten är över Nifelheim, under den är brunnen Vergelmer, och draken Nidhögg gnager denna rot nedtill. Till Urdarbrunnen rider asarna över bron Bifrost, vars röda sken är eld till värn mot bergresarna. Ur salen under asken vid brunnen kommer nornorna Urd, Verdandi och Skuld, som råder över ödet och vattnar världsträdet.
Oden är den högste och äldste av asarna. Hans hustru heter Frigg. Han kallas också för Allfader, eftersom han är alla gudars fader, och Valfader, eftersom han i Valhall och Vingolf upptar alla som falla i strid, vilka kallas enhärjar. I Valhall tjänar valkyriorna vid bordet, och dem sänder Oden till varje strid för att kora vilka som skall falla. Han har även många andra namn.
Tor är son till Oden och Fjorgyn. Han är den starkaste av gudarna, han härskar i Trudvang som betyder styrkans boning och hans sal, vilken har 540 rum, heter Bilskirne. Han åker i en vagn, som dras av bockarna Tanngnjost och Tanngrisner, och äger hammaren Mjölner, ett styrkebälte och järnhandskar. Han kallas oftast för "åskguden", för det är han, som orsakar åskan. Han är gift med Siv och har barnen Mode och Trud med henne. Tor har också sonen Magne med jättekvinnan Järnsaxa, och Siv har också en son från ett tidigare äktenskap. Han heter Ull och är en god skytt och den snabbaste skidlöparen, bra att åkalla i envig.
En annan son till Oden är Balder, som bor i Breidablick och är ljus och blid. Hans bror Höder är blind och stark. Vidar, den tyste asen, är starkast näst Tor. Forsete är son till Balder och Nanna, hans sal heter Glitne, och alla som söker honom i rättegång går därifrån förlikade. Vale är son till Oden och Rind, djärv i strid och en träffsäker skytt.
Njord bor i Noatun, och råder över vindens gång samt stillar hav och eld. Han åkallas för fångst och sjöfart och förlänar rikedom i jord och lösören. Han föddes upp i Vanheim, men vanerna gav honom som gisslan åt gudarna. Hans hustru är jätten Tjatses dotter Skade. Njords barn är sonen Frej, som råder över regn, solsken, årsväxt och rikedom samt till maka har Gerd, jätten Gymers dotter, och dottern Freja som tillsammans med Frigg är den främste av asynjorna och åkallas för kärlek. Hon äger smycket brisingamén och bor i Folkvang, hennes sal heter Sessrumner. Hon får hälften av de fallna då hon rider till strid, och hon åker i en vagn dragen av katter.
Tyr är den djärvaste av gudarna, han råder mycket över seger i strid och vill inte förlika folk.  Han är enhänt sedan Fenrisulven bet av hans hand, som han till pant stack in i ulvens gap. Heimdall, som föddes av nio systrar, är gudarnas väktare. Han bor i Himinbjörg vid Bifrost och vaktar bron för bergresarna. Han behöver mindre sömn än en fågel, ser 100 mil både dag och natt och hör gräset växa samt äger luren Gjallarhornet. Brage är den som kan mest om skaldekonsten. Hans hustru heter Idun. Hon förvarar de äpplen som gudarna skall bita i då de åldras, och av vilka de åter bli unga.
Loke eller Lopt är son till jätten Farbaute och Laufey eller Nal, men räknas till asarna. Han är vacker till utseendet, men ond och listig. Han driver ofta in asarna i svårigheter, men leder dem sedan ur dessa med förslagenhet. Hans hustru heter Sigyn och deras son Nare eller Narfe. Med jättinnan Angerboda har han sönerna Fenrisulven, Jordmungand eller Midgårdsormen samt dottern Hel. Allfader kastade ormen i havet, där han växt kring alla länder, och Hel kastade han i Nifelheim, där hon härskar över de sotdöda, och ulven hölls fjättrad fram till ragnarök.
Av asynjorna är Frigg den främsta, och hon bor i Fensalarna. Förutom de tidigare nämnda gudinnorna finns även Saga, som bor i Sökkvabäck, Eir, den bäste läkaren, den jungfruliga Gefjon, Fulla, som är Friggs tjänarinna, Lofn, som främjar mäns och kvinnors förbindelse, Var, som vakar över eder och hämnar löftesbrott, Vör, för vilken inget kan döljas, Syn, som vakar över salens ingång och hjälper till att neka i rättegång, Hlin, som vakar över dem som Frigg vill hjälpa i fara, Snotra, som lär folk sköta sig väl, och Gnå, som Frigg sänder i ärenden. Hon rider över luft och hav på hästen Hovvarpner.

## Mindre platser i Asgård
- Glaser är en lund med gula gyllene löv belägen utanför Valhall i Asgård.